# Нелсон Гудман
Нелсон Гудман (енгл. Nelson Goodman; 7. август 1906 – 25. новембар 1998. године) био је амерички филозоф науке, језика и теорије естетике. 

## Биографија
Нелсон Гудман је рођен у Сомервилу, 7. августа 1906. године, као син Саре Елизабет (рођене Вудбури) и Хенри Луиса Гудмана. Дипломирао је студије науке на Хараврду 1928. године, а докторирао филозофију 1941. године. Био је учитељ на Колеђу Туфтс 1945/46. године. На Универзитету Пенсилванија је радио као асистент професора у периоду од 1946–1951. године, када постаје професор (1951–1964) на истом универзитету. Године 1967. постаће професор филозофије на Харварду. Умро је 1998. године у Нидаму.

## Филозофија
Гудманово ограничавање одређених стратешких проблема у епистемологији, филозофији науке и конструкционалним методама, као и резултати његових властитих испитивања истих, сматра се суштинским у областима у којима је радио. То су посебно теорије индуктивне логике, или конфирмације, проблеми који се тичу природе узрочне регуларности, теорије структуралне или логичке једноставности теорија и конструисање лингвистичких система у којима се одређени филозофски проблеми могу ријешити, као и теорије о адекватности или прецизности истих.